# Воропай Олексій Валерійович
Олексі́й Вале́рійович Воропа́й — український науковець, доктор технічних наук. Професор.

## З життєпису
2001 року закінчив з відзнакою Харківський державний автомобільно-дорожній технічний університет.
Почав займатися науковими дослідженнями під керівництвом доктора технічних наук, професора Янютіна Євгена Григоровича з 1998 року.
2001 року вступив до аспірантури Харківського національного автомобільно-дорожнього університету — за фахом «механіка твердого тіла, що деформується». 2004 року захистив кандидатську дисертацію «Некоректні задачі динаміки пластин при імпульсних впливах». У 2008 році присвоєно вчене звання доцента.
З 2015 по 2018 роки навчався в докторантурі НТУ «ХПІ» — на кафедрі вищої математики, підготував докторську дисертацію.
Опубліковано його понад 70 наукових робіт, серед яких 3 наукових монографії.
З 2004 по 2018 роки викладав на кафедрі деталей машин і ТММ Харківського національного автомобільно-дорожнього університету — теорія машин і механізмів, деталі машин, прикладну механіку і технічну механіку.
З жовтня 2018 року працює доцентом кафедри вищої математики.

## Серед робіт
- «Некоректні задачі динаміки пластин при імпульсних навантаженнях»; дисертація кандидата технічних наук — 2004
- «Ідентифікація довільного рухомого осесиметричного навантаження, що діє на циліндричну оболонку»; співавтори Поваляєв Сергій Іванович, Шарапата Андрій Сергійович[2]